# Flotilla del Caspio
La Flotilla del Caspio (cirílico: Каспийская флотилия, Kaspiyskaya Flotiliya) es el componente de la Armada rusa que opera en el mar Caspio y es la flotilla militar más antigua de Rusia. Con sede en Astracán, es la armada más poderosa del Mar Caspio. Otrora considerada como un elemento de apoyo, ha crecido en importancia desde el colapso de la Unión Soviética, debido a las tensiones internacionales con Irán y el papel fundamental que el comercio internacional de petróleo en el mar Caspio. Desde 2008 la flotilla ha estado siendo reequipada. Fue galordonada con la Orden de la Bandera Roja en 1945. Además de apoyo aéreo y tropas costeras, la flota cuenta con una brigada de cañoneras aerodeslizadoras en Majachkalá y Kaspiysk.

## Historia

### Rusia zarista
La necesidad de la presencia de unidades militares navales que operan en la zona del mar Caspio surgió a raíz de la expansión de las relaciones comerciales de Rusia con Persia, con el fin de proteger a los vínculos comerciales a lo largo del río Volga y el Mar Caspio. La Flotilla del Caspio (CF) fue creado en noviembre de 1722 en Astracán por el orden de Pedro I el Grande Liderados por el Almirante Fyodor Apraksin. 
En 1704, el zar Pedro el Grande ordenó el establecimiento de un astillero en Kazán, capaz de construir buques especialmente para el Mar Caspio. Pedro comenzó a mostrar un interés real en esta región, que tenía notable potencial. Esta región era clave para establecer relaciones comerciales directas entre su gobierno y las regiones del Asia Central y la India. El obstáculo para la dominación rusa en el Caspio, sin embargo, era Persia, que en ese momento era lo suficientemente fuerte como para frustrar los planes de Pedro.
De hecho, el esfuerzo por controlar del Caspio duró cerca de un siglo, y no fue sino hasta 1813, con la conclusión de la Paz de Gyulistanskogo que los rusos finalmente consiguieron su objetivo. El tratado declaraba que sólo los rusos tenían el derecho de mantener una Armada en el Mar Caspio.
En 1867, la base principal de la flotilla pasó a Bakú, ya que era un puerto libre de hielo durante todo el año.
La flotilla fue siempre reducida en la era zarista: a principios del siglo XX se componía solamente por dos cañoneros y una serie de barcos de vapor.

### Era soviética
Tras la Revolución rusa la flotilla se agregó a la flotilla militar del Volga (Волжская военная флотилия) y renombrada Flotilla Militar del Volga-Caspio (Волжско-Каспийская военная флотилия). En 1920, se estableció la Flota del Caspio, con tres cruceros auxiliares, 10 torpederos y 4 submarinos entre otros pertrechos. Además esta flota compartía el mar Caspio con la Flota Roja de Azerbaiyán, estacionada en Bakú. 
En julio de 1920, ambas flotas fueron combinadas y renombradas en 1931 como Flotilla del Caspio.
Durante la Segunda Guerra Mundial, la flotilla fue vital para el aprovisonamiento de personal, material y víveres, particularmente durante la batalla de Stalingrado y los combates ocurridos en el Cáucaso.
Tras la guerra, la armada soviética utilizaba el mar Caspio para llevar a cabo pruebas de misiles.

### Rusia moderna
Tras el final de la Guerra Fría, los estados sucesores de la Unión Soviética con costas en el Mar Caspio dividieron entre sí la flota. La Flotilla del Caspio quedó en manos de Rusia y hubo de trasladar su base de Bakú a Astracán (su actual base principal) y Majachkalá.
Las tareas principales de la flotilla, son actualmente las de salvaguardar los intereses nacionales de Rusia. La Flotilla del Caspio ha tomado parte en las Intervención militar rusa en la Guerra Civil Siria, sirviendo sus naves como base de lanzamiento de misiles de largo alcance con objetivos en Siria.

## Embarcaciones actuales
| Tipo                 | Clase                             | Unidad(es) | Nombres                                | Fotografías           |
| -------------------- | --------------------------------- | ---------- | -------------------------------------- | --------------------- |
| Fragata              | Clase Gepard                      | 2          | Tartaristán Daguestán                  | Fragata Daguestán     |
| Corbeta              | Corbeta clase Buyan               | 3          | Astracán Volgodonsk Makhatchkala       | Corbeta Astracán      |
| Corbeta              | Corbeta clase Buyan-M             | 3          | Grad Sviyajsk Ouglitch Veliki Oustioug | Corbeta Grad Sviyajsk |
| Corbeta              | Corbeta clase Tarantul            | 2          | R-101 R-32                             | Corbeta MRK 700       |
| Barco lanzamisiles   | Lanzamisiles clase Matka          | 3          |                                        | Lanzamisiles MRK 702  |
| Cañonero fluvial     | Cañoneros Proyecto 1204 «Shmel»   | 4          | Ak-209 Ak-223 Ak-201 Ak-248            | Cañoneras             |
| Dragaminas           | Dragaminas clase Sonya            | 3          |                                        | Dragaminas 564        |
| Lancha de desembarco | Lancha de desembarco Clase Dyugon | 1          |                                        |                       |
| Lancha de desembarco | Lancha de desembarco clase Serna  | 5          |                                        | Lancha clase serna    |